# Moss Side

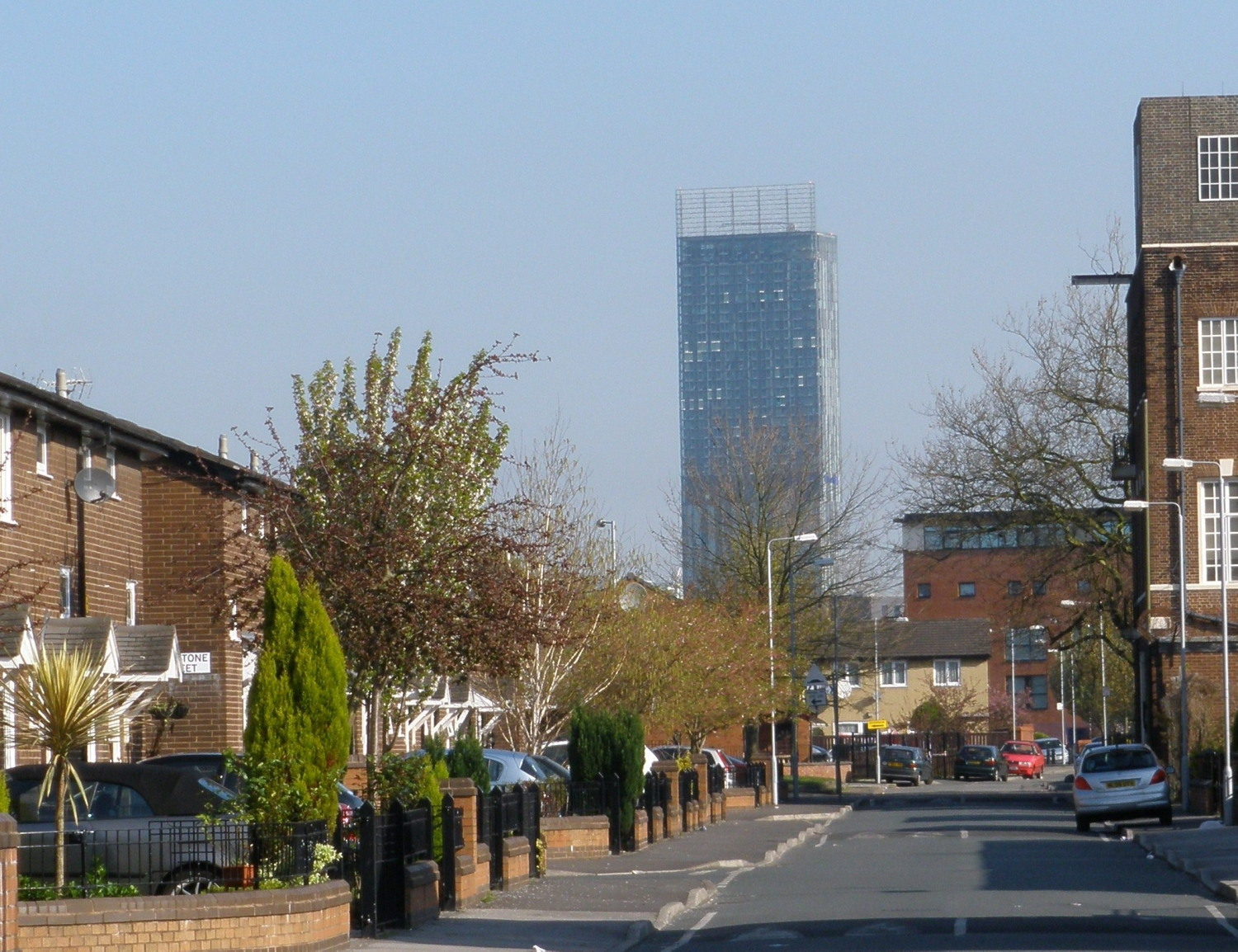
Brentwood Street nella zona di Alexandra Park, a Moss Side

Moss Side è un quartiere di circa 20.745 abitanti (2021) della città britannica di Manchester, posto a 3,1 km a sud del centro cittadino. Confina con Hulme a nord, Chorlton-on-Medlock, Rusholme e Fallowfield a est, Whalley Range a sud e Old Trafford a ovest.
Come Whitworth Park e Alexandra Park, è vicino all'Università di Manchester  all'Università metropolitana di Manchester. Nel quartiere sorgeva, inoltre, lo stadio di Maine Road, sede per ottant'anni delle partite del Manchester City fino alla demolizione dell'impianto, avvenuta nel 2003.

## Storia
Storicamente parte del Lancashire, Moss Side era un borgo (township) e una cappella (chapelry) dell'antica parrocchia civile di Manchester e del distretto di Salford. Il nome, che deriverebbe da quello di un'alta palude che si estendeva da Rusholme a Chorlton-cum-Hardy, venne menzionato per la prima volta nel 1533 come zona compresa nelle tenute di Trafford. Moss Side è descritto nel capitolo iniziale di Mary Barton, idillio di Elizabeth Gaskell. Dopo la rivoluzione industriale un processo di urbanizzazione non pianificata causò, nell'arco di un secolo, una rapida crescita demografica dell'area: la popolazione passò 151 persone nel 1801 a 26.677 nel 1901. La crescita industriale e demografica portarono all'inglobamento del borgo di Moss Side nel territorio della crescente Manchester nel 1885.

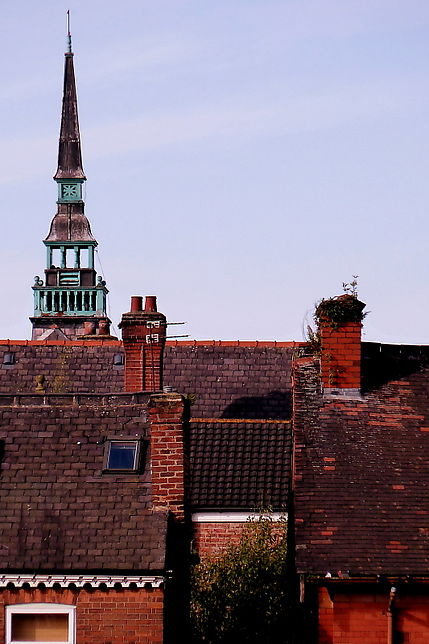
La torre campanaria della vecchia Greenheys School a Moss Side

Tra la fine del XIX secolo e gli inizi del XX secolo furono edificate numerose case a schiera con mattoni rossi, che furono ben presto abitate da immigrati irlandesi e famiglie della classe operaia.
Il 25 agosto 1923 fu inaugurato a Moss Side lo stadio di Maine Road, all'epoca uno degli stadi più capienti del Regno Unito, potendo contenere 85.000 persone. L'impianto divenne sede delle partite casalinghe del club calcistico del Manchester City, che aveva lasciato lo stadio di Hyde Road, situato ad Ardwick, e sarebbe rimasto la sede degli incontri della squadra per gli ottant'anni seguenti.
Durante il blitz di Manchester, nella seconda guerra mondiale, molte delle case a schiera di Moss Side furono danneggiate dai bombardamenti tedeschi, nella notte tra il 22 e il 23 dicembre 1940. Immigrati indiani e caraibici si stabilirono nel quartiere negli anni '50 e '60, mentre dagli anni '80 la zona divenne il quartiere principale di residenza della comunità afro-caraibica di Manchester. Negli anni'60 e primi '70 il comune di Manchester fece demolire molte delle case a schiera e vittoriane situate nella zona occidentale di Moss Side per sostituirle con nuove case popolari e appartamenti. Molte delle nuove proprietà, costruite agli inizi del XX secolo, furono ristrutturate tra gli anni '80 e la fine degli anni '90.
Nel 1981 Moss Side fu tra le aree dove si verificarono le rivolte nel Regno Unito. Le prime gang criminali si costituirono a Manchester negli anni '70 nella zona centro-meridionale della città (Hulme, Longsight e Moss Side), dove e attività del mercato nero incoraggiavano il traffico illecito di sostanze stupefacenti e armi. Parallelamente guerre in atto tra gang rivali produssero numerosi morti. Durante la fase definita Madchester della storia di Manchester il narcotraffico divenne estremamente redditizio, tanto che nei primi anni '90 scoppiò una faida tra due gruppi criminali che si contendevano il controllo del mercato della droga del centro di Manchester, la Cheetham Hill Gang e la The Gooch Close Gang, attive rispettivamente a Cheetham Hill e a Moss Side. Il contrasto tra i due sodalizi criminali fu causa di molti scontri a fuoco. Grazie a Xcalibre, la task force della polizia della Grande Manchester, fondata nel 2004, e la Integrated Gang Management Unit, le sparatorie tra i gruppi criminali si ridussero del 90% dalla metà del primo decennio degli anni duemila.
Nell'aprile 1994 il giornale The Independent sottolineò come Moss Side fosse una delle zone più degradate del Regno Unito, con tassi criminali tra i più alti del paese. Tra i problemi principali della zona vi era il traffico di droga e 400 crimini con armi da sparo in dodici mesi. Si verificarono anche svariati episodi di rapine e accoltellamenti ai danni di medici e incendi ed esplosioni di auto della polizia. Inoltre la disoccupazione nella zona aveva raggiunto il 30%, più del triplo della media nazionale nei primi anni '90.
Molti degli appartamenti del vicino quartiere di Hulme furono demoliti nei primi anni '90 per fare spazio a costruzioni basse. L'edilizia residenziale dell'area di Alexandra Park, nella zona occidentale di Moss Side, fu rinnovata e le strade riprogettate per ridurre la criminofobia.

## Galleria d'immagini

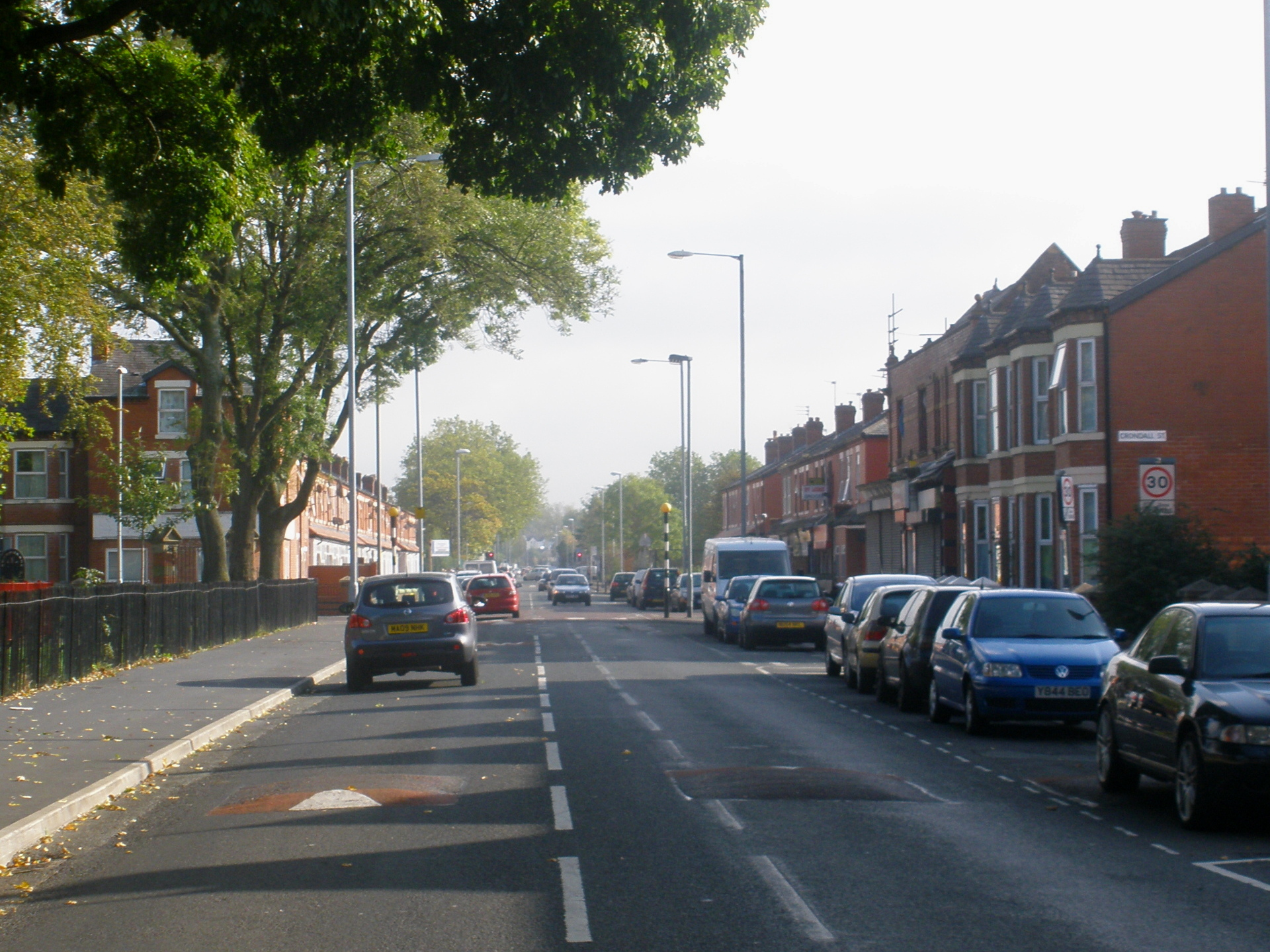
Great Western Street
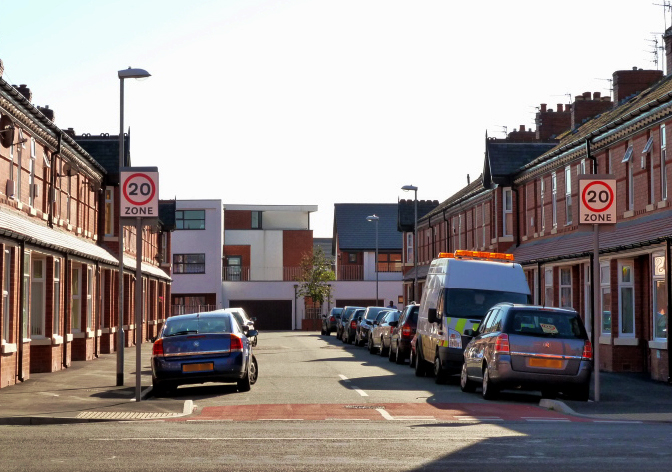
Wykeham Street
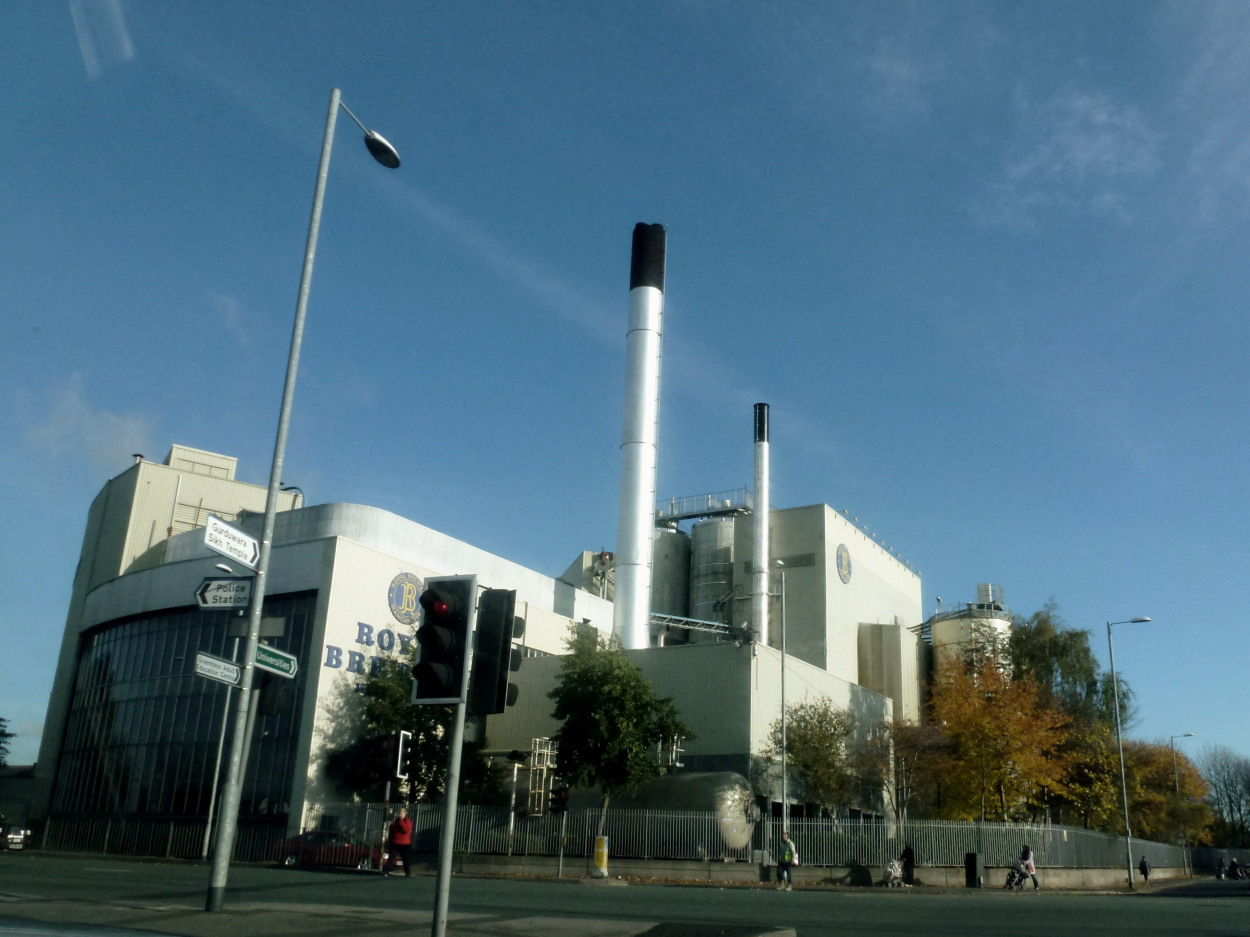
La Royal Brewery